# Pierre Joffroy
Pierre Joffroy (* 1929 in Lothringen; † 2008) war ein französischer Schriftsteller, Dramaturg und Journalist für Paris Match, Libération und L’Express. Er lebte in Paris.

## Leben
Joffroy brachte in Frankreich viele Romane, Theaterstücke und Reportagebände heraus.
Der Schriftsteller Joffroy hat sich 30 Jahre lang mit der Biographie von Kurt Gerstein beschäftigt. Er ging den Spuren von dessen Leben nach. Aus seinen Recherchen entstand ein Buch (Der Spion Gottes Kurt Gerstein – ein SS-Offizier im Widerstand?), welches einerseits das Schicksal von Kurt Gerstein und andererseits die jahrzehntelange Suche nach Spuren durch den Autor schildert.
Bei einem Interview mit dem Deutschlandfunk machte er seine Meinung kund, dass er heute Kurt Gerstein für „einen der bedeutendsten Menschen des Zweiten Weltkrieges“ hält.

## Wichtige Werke
- Un séjour à Alcatraz, Roman 1965
- Les Prétendants, Novellen 1966
- L' espion de Dieu : la passion de Kurt Gerstein. Paris: Grasset, 1969
  - Der Spion Gottes : die Passion des Kurt Gerstein. Übersetzung Helmut Lindemann. Stuttgart: K.F. Koehler, 1972
  - Der Spion Gottes: Kurt Gerstein – ein SS-Offizier im Widerstand? Übersetzung Ulrich Kunzmann. Berlin: Aufbau-Taschenbuch-Verlag, 1995 ISBN 3746680174
- 1416 ou Punition, Theaterstück 1971
- Parfait Amour, Roman 1986.

## Veröffentlichungen
- Pierre Joffroy, Le retour des bourreaux [Die Rückkehr der Henker], in: PARIS MATCH, Nr. 831, Paris, 13. März 1965, S. 3–5, 7, 9. (Bezieht sich auf den Münchener Prozess von 1965)